# Ума Лехт
Uma Leht (выр. Uma Leht — «Собственная газета») — единственная в мире газета на выруском языке, на котором говорят в Южной Эстонии.
Основана 1 августа 2000 года. Выходит в Выру два раза в месяц. Разовый тираж — 10 000 экз.
Газета принадлежит Фонду Võro Selts VKKF.